# 特別防衛保障
特別防衛保障株式会社（とくべつぼうえいほしょう）は、かつて存在した日本の警備会社。1970年4月に設立され、1972年の警備業法の施行後もしばらくの間営業していたようである。本社は東京都中央区にあった。
元陸軍大尉の飯島勇によって設立され、学生運動・労働運動・市民運動潰しを専門としていた。社員（警備員）は飯島の母校である拓殖大学や国士舘大学などの格闘技系体育会の学生やOBなどのチンピラが中心であった。

## 前史
飯島は、上述のような「兵隊」を率いて労働運動や学生運動潰しを行い、主婦と生活社の労働争議や早稲田大学の紛争などに介入していた。
この時期には「兵隊」が必要になった際にその都度招集をかけており、組織化されたものではなかったという。1968年11月8日（日大紛争中）、飯島は日本大学藝術学部を占拠する日大全共闘を襲撃した。襲撃を主導したのは、全共闘と敵対していた日大の体育会系学生である。飯島はそれを支援するために「兵隊」を集めて送り出した。当初、襲撃側の約200名は優勢に立っていたが、外部から全共闘が続々と応援に駆け付けた結果、数の上で完全に劣勢となった。乱闘の末、襲撃側のほぼ全員が重傷を負い敗北する結果に終わった。全共闘側は、拘束した襲撃犯62名に凄惨なリンチを加えた。遅れて現場にやってきた飯島自身も、「関東軍の飯島」であることを知られた結果激しい暴行を受け、骨折と全身打撲の重傷を負った。この事件の後、飯島をはじめとする襲撃側のリーダーたちは凶器準備集合罪で逮捕・起訴された（襲撃側には、日大の他に拓殖大学、国士舘大学、東海大学、中央大学などの学生がいた）。一方、全共闘側も飯島らへの暴行罪および傷害罪で逮捕者を出した。
この事件を機に、飯島は労働争議・市民運動潰しを専門に行う警備会社の創設を決める。警備会社として正式に企業や大学と契約を結び建物内等に「警備員」を常駐させれば、「警備業務」という名目で企業や大学内部での襲撃・労働争議介入行為ができるようになり、「護身用具」として群集鎮圧のための凶器類を備蓄することも可能になると考えたのである。こうして、特別防衛保障株式会社は1970年4月に設立された。

## 特別防衛保障株式会社が介入した主な事例
- チッソ株主総会の警備（1970年11月28日・1971年5月26日）

大阪厚生年金会館で行われたチッソ株主総会の警備を会社側から依頼され、実施した。
抗議のために訪れていた水俣病患者達を脅し、支援者の浪人生に暴行を働いた。
この件で大阪府警察による家宅捜索を受けた。
- 新東京国際空港（現・成田国際空港）予定地の第一次代執行警備（1971年）

警備実施中に同社警備員が日本社会党議員や三里塚芝山連合空港反対同盟の少年少女（少年行動隊）に暴行を加えたとされ、千葉県警察から警告を受けている。
- 細川鉄工の労働争議への介入（1971年～1973年）
- 本山製作所の労働争議への介入（1972年）

会社側からの依頼を受け、1972年5月から労働争議へ介入。多数の警備員が社内に常駐し、社員に日常的に暴行を働いた。
- 報知新聞社の労働争議への介入

組合員20名余が社屋正面玄関で就労ピケを張っていたところ、こん棒で武装した同社警備員と衝突し、6人が負傷した。
- 日本テレビの労働争議への介入
- 茨城県那珂湊市役所の労働争議への介入

## 警備業法の制定と社の解散
特別防衛保障会社の傍若無人な活動は、新聞紙上や国会審議で幾度も取り上げられる社会問題となった。飯島には11もの前科があったため、警備業法の定める警備業者としての要件に反していた。そのため、警備業法が施行される直前に代表取締役としての地位を降りている。その後、飯島の大学の後輩で別の警備会社（現存する）を経営していた人物が代表取締役に就任している。